# Gymnocephalus ambriaelacus
Gymnocephalus ambriaelacus är en fiskart som beskrevs av Geiger och Ulrich K. Schliewen 2010. Gymnocephalus ambriaelacus ingår i släktet Gymnocephalus och familjen abborrfiskar. IUCN kategoriserar arten globalt som akut hotad. Inga underarter finns listade i Catalogue of Life.